# استیمر ولودارسکی
استیمر ولودارسکی (به انگلیسی: Steamer Volodarskiy) یک کشتی است.